# プロジェクトX-トラクション
『プロジェクトX-トラクション』（原題：Hidden Strike、中国語原題：狂怒沙暴）は、2023年の米国・中国合作映画。主演はジャッキー・チェンとジョン・シナ。

## 概要
もともと『Project X-Traction』『Ex-Baghdad』『Snafu』などのタイトルで2018年より企画が進行し、撮影そのものは2018年に終了していたが、新型コロナウィルスの感染拡大、中国映画市場の劇的な変化、また共演のジョン・シナが『ワイルド・スピード/ジェットブレイク』（2021年）のプロモーションに際して台湾を「国」と呼んだことから起きた騒動などを受けて、度重なる公開延期を余儀なくされた。アラブ首長国連邦など一部の国では劇場公開されたが、米国や日本など多くの国では劇場公開されず、2023年7月28日からNetflixで配信が開始された。

## キャスト
※括弧内は日本語吹替
- ルオ - ジャッキー・チェン（石丸博也）
- クリス - ジョン・シナ（白熊寛嗣）
- メイ - マー・チュンルイ（中国語版）（劉セイラ）
- チェン教授 - ジァン・ウェンリー（中国語版）（赤池裕美子）
- オーウェン - ピルー・アスベック（英語版）（野坂尚也）
- ヘンリー - アマデウス・セラフィーニ（英語版）（露崎亘）
- シェンウェイ - シュー・ジア（中国語版）（山本高広）
- ハイミン - ゴン・ジュン
- リーヤン - リマ・ゼイダン（中国語版）
- ニン助手 - ホウ・ミンハオ（中国語版）
- ノックス - ティム・マン

## スタッフ
- 監督・編集：スコット・ウォー
- 製作：エスモンド・レン、ハンス・カノーザ
- 製作総指揮：ネイト・ボロティン、ニック・スパイサー
- 脚本：アラッシュ・アメル
- 音楽：ネイサン・ファースト